# Choi Seung-ja

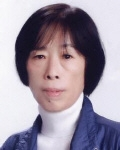
Choi Seung-ja, 2001

Choi Seung-ja (Hangeul: 최승자, * 1952 in Chungcheongnam-do) ist eine südkoreanische Dichterin.
Sie studierte Germanistik an der Universität von Korea, aber beendete ihr Studium nicht. Sie arbeitete auch als Übersetzerin und veröffentlichte ihre ersten Gedichte in der Zeitschrift "Munhakwa jiseong" (1979).

## Werke
- <이 시대의 사랑>, 1981
- <즐거운 일기>, 1984
- <기억의 집>, 1989
- <내 무덤, 푸르고>,1993
- <연인들>,  1999
- <쓸쓸해서 머나먼>, 2010
- <물 위에 씌어진>, 2011
- <빈 배처럼 텅 비어>, 2016